# يونيس مونيوث
يونيس مونيوث (بالبرتغالية: Eunice Muñoz‏) هي ممثلة برتغالية، ولدت في 30 يوليو 1928 في البرتغال.

## وصلات خارجية
- يونيس مونيوث على موقع IMDb (الإنجليزية)
- يونيس مونيوث على موقع أول موفي (الإنجليزية)
- يونيس مونيوث على موقع قاعدة بيانات الأفلام السويدية (السويدية)
- يونيس مونيوث على موقع ديسكوغز (الإنجليزية)
- يونيس مونيوث على موقع قاعدة بيانات الفيلم (الإنجليزية)